# ニッポン小意見センタ〜♪
『ニッポン小意見センタ〜♪』（ニッポンこいけんセンター）は、フジテレビ系列局で2011年10月9日（日曜日）の22:58 - 23:55 （JST）に放送されたバラエティ特別番組。ハイビジョン制作、ステレオ放送・字幕放送を実施。

## 概要
投稿者たちが寄せた個人的な小さな主張「小意見」を紹介していた特別番組。司会のタモリとゲストたちがそれらを吟味し、投稿者に支払う謝礼金の額を決めていた。具体的な進行形式としては、番組専用の留守番電話に録音された小意見をVTR化し、タモリたちがそのVTRを見ながら各自小意見に見合うと思う金額を5円・50円・500円の3段階で選択。その合計金額が投稿者に謝礼金として支払われた。謝礼金システムの金額はいつでも変更が可能だった。
番組終了時には、これからも小意見を募集するという趣旨のナレーションが流れたものの、その後は、第2弾の放送には至っていない。フジテレビ公式サイトの番組情報ページ（下記外部リンク節参照）においても「2011年10月9日放送終了」と明記されている。なお、視聴率は8.2%だった（関東地区、ビデオリサーチ調べ）。

## 出演者

### 司会（センター長）
- タモリ

### アシスタント
- 竹内友佳（フジテレビアナウンサー）

### ゲスト
- 加藤浩次（極楽とんぼ）
- 小島慶子（ラジオパーソナリティ）
- 白洲信哉（小説家）
- 西村賢太（小説家）
- 宮澤佐江（AKB48）
- 茂木健一郎（脳科学評論家）

## スタッフ
- ナレーション：石井康嗣
- 構成：海老克哉 / 安部裕之、加藤正人
- 音楽：長谷川智樹
- 美術プロデューサー：棈木陽次（フジテレビ）
- デザイン：安部彩（フジテレビ）
- 美術進行：鈴木真吾
- 大道具：村上公志
- アクリル装飾：松本健
- 装飾：高橋直孝
- 特殊装置：青木紀和
- 特殊効果：福島正勝
- 電飾：釜田慶一
- マルチ：大高貢
- メイク：齋藤久子（タモリ担当）、山田かつら
- CGディレクター：鈴木鉄平
- CGデザイン：千代祥子
- CGプロデューサー：久保田幸
- CG制作：Rice Field
- TP（テクニカルプロデューサー）：高瀬義美
- SW（スイッチャー）：河西純
- カメラ：宮崎健司
- VE（ビデオエンジニア）：高木稔
- 音声：加瀬悦史
- 照明：本沢啓史
- 音響効果：田中寿一（J-WORKS）
- 編集：清野和敬
- MA （マルチオーディオ）：足達健太郎
- TK （タイムキーパー）：斉藤裕里（TBG）
- デスク：佐熊礼子
- 編成：安喜昌史（フジテレビ）
- 広報：渡邉朱織（フジテレビ）
- AP （アシスタントプロデューサー）：下條有紀（アルファ・グリッド）
- ディレクター：宮崎鉄平（フジテレビ）、石武士（ビー・ブレーン）、松井秀泰（ネクステップ）、伊藤嘉彦（アズバーズ）
- プロデューサー：石川陽（ネクステップ）、朝倉千代子（アルファ・グリッド）、増谷秀行（ザ・スピングラス）
- 総合演出：塩谷亮（フジテレビ）
- チーフプロデューサー：坪井貴史（フジテレビ）
- スタッフ協力：アルファ・グリッド、アズバーズ、ウイッシュカンパニー、エスピーボーン、ネクステップ、ビー・ブレーン（エンドロールでのクレジット表記無し）
- 収録スタジオ：フジテレビ湾岸スタジオ
- 技術協力：ニユーテレス、IMAGICA、FLT、マルチバックス
- 写真提供：ゲッティイメージズ、読売新聞、アフロ
- 協力：メッセージ＋、NEC インフロンティア
- リサーチ：海野至、羽柴拓、KARINISLAND INC.、Formulation
- 制作協力：田辺エージェンシー
- 制作：フジテレビバラエティ制作センター
- 制作著作：フジテレビ